# Nostra Signora di Bonaria

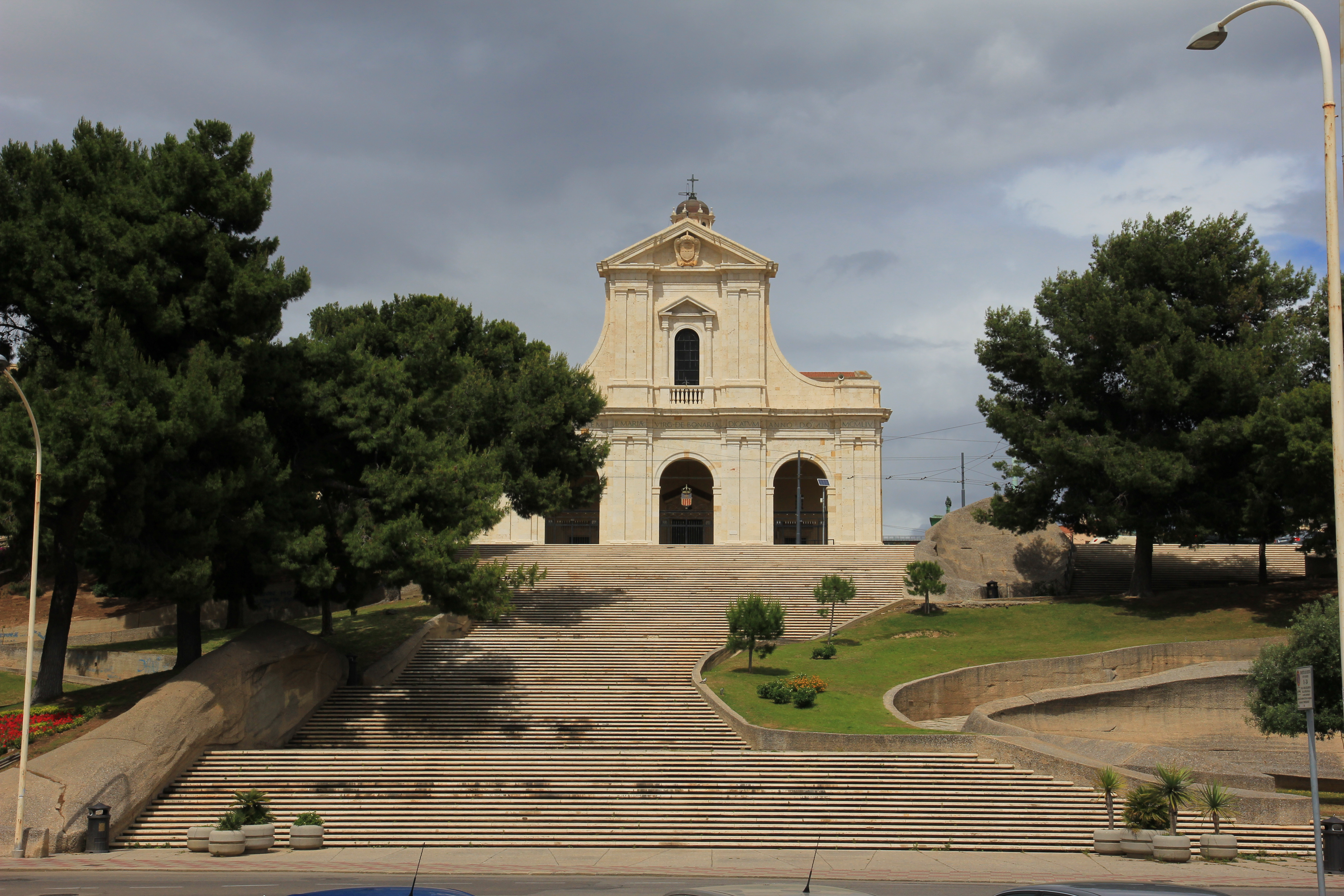
La basilica di Bonaria a Cagliari

Nostra Signora di Bonaria o Madonna di Bonaria è il titolo con il quale la Chiesa cattolica venera la madre di Gesù, raffigurata nel simulacro custodito nell'omonimo santuario di Cagliari custodito da sempre dai frati dell’Ordine di Santa Maria della Mercede (Mercedari).
Rappresentazione della Vergine della Mercede, la Madonna di Bonaria è patrona massima della Sardegna e protettrice dei naviganti.

## Storia

### Le origini
Sul colle di Bonaria, nel 1324, si insediarono i Catalani, che vi fondarono una cittadella fortificata. Nel 1335 la chiesa della cittadella, intitolata alla Trinità e alla Madonna, venne affidata ai frati mercedari. La comunità, fondata da fra Carlo Catalano, aveva quindi preso in consegna il tempio sul colle di Bonaria che divenne da allora sede della famiglia mercedaria a Cagliari. Il loro impegno fu talmente grande da spingere molti a salire sulla collina, non solo per pregare la Vergine ma anche per chiedere aiuti, consigli e lumi ai religiosi, specialmente a fra Carlo.
Un giorno venne a fargli visita un gruppo di genovesi per ascoltarlo e raccomandarsi alle sue preghiere. Ad uno di essi, che gli chiedeva aiuti particolari per risolvere alcuni suoi problemi importanti, il pio religioso rispose parlando di una misteriosa Signora che presto sarebbe venuta ad insediarsi sul colle di Bonaria.

#### Il rinvenimento del simulacro
Il 25 marzo 1370, una nave, che dalla Catalogna si stava dirigendo verso l'Italia, si imbatté in una improvvisa e violenta tempesta. Nell'estremo tentativo di salvare l'equipaggio, il capitano della nave diede ordine di gettare in mare tutto il carico, compresa una pesante e grande cassa, di cui si ignorava il contenuto, che fu gettata per ultima. Appena questa toccò l'acqua, la tempesta si placò. La  cassa continuò a galleggiare nel Golfo degli Angeli approdando infine nella spiaggia di Su Siccu, situata alla base del colle di Bonaria, nei pressi di Cagliari. Nessuno tra i presenti riuscì ad aprirla o a sollevarla se non i frati mercedari, chiamati dal vicino convento, situato sulla cima del colle. I frati portarono la cassa al convento, dove la aprirono verificandone il contenuto, che consisteva in un'imponente statua lignea della Madonna col Bambino, la quale teneva nella mano destra una caravella in miniatura con al centro una candela accesa. I frati poi la collocarono in una nicchia della chiesa del loro convento. La Madonna prese quindi il nome di Nostra Signora di Bonaria dal luogo in cui venne rinvenuta.
La chiesa del convento ospitò il simulacro, divenendo da allora il santuario della Madonna di Bonaria. Solo nel XVIII secolo iniziarono i lavori di costruzione della grande basilica che affianca il santuario.

### Patrona massima della Sardegna
La statua della Madonna di Bonaria venne incoronata il 24 aprile 1870, per volere di papa Pio IX. Il 13 settembre 1907, per volontà di papa Pio X, che per l'occasione inviò a Cagliari, come suo legato, il cardinale Pietro Maffi, Nostra Signora di Bonaria venne proclamata patrona massima della Sardegna, durante una celebrazione tenutasi nel duomo di Cagliari. Nel 1926 il papa Pio XI eleva al titolo di basilica minore la nuova chiesa (la cui costruzione non era allora ancora conclusa), edificata vicino al santuario trecentesco a partire dal XVIII secolo. La comunicazione dell'evento viene data il 22 aprile dello stesso anno durante la celebrazione di consacrazione della basilica, presieduta dal cardinale Gaetano Bisleti. Nel 1958, in occasione del cinquantesimo anniversario della proclamazione della Madonna di Bonaria a patrona della Sardegna, papa Pio XII inviò un radiomessaggio rivolto ai sardi.

### Visite papali al santuario

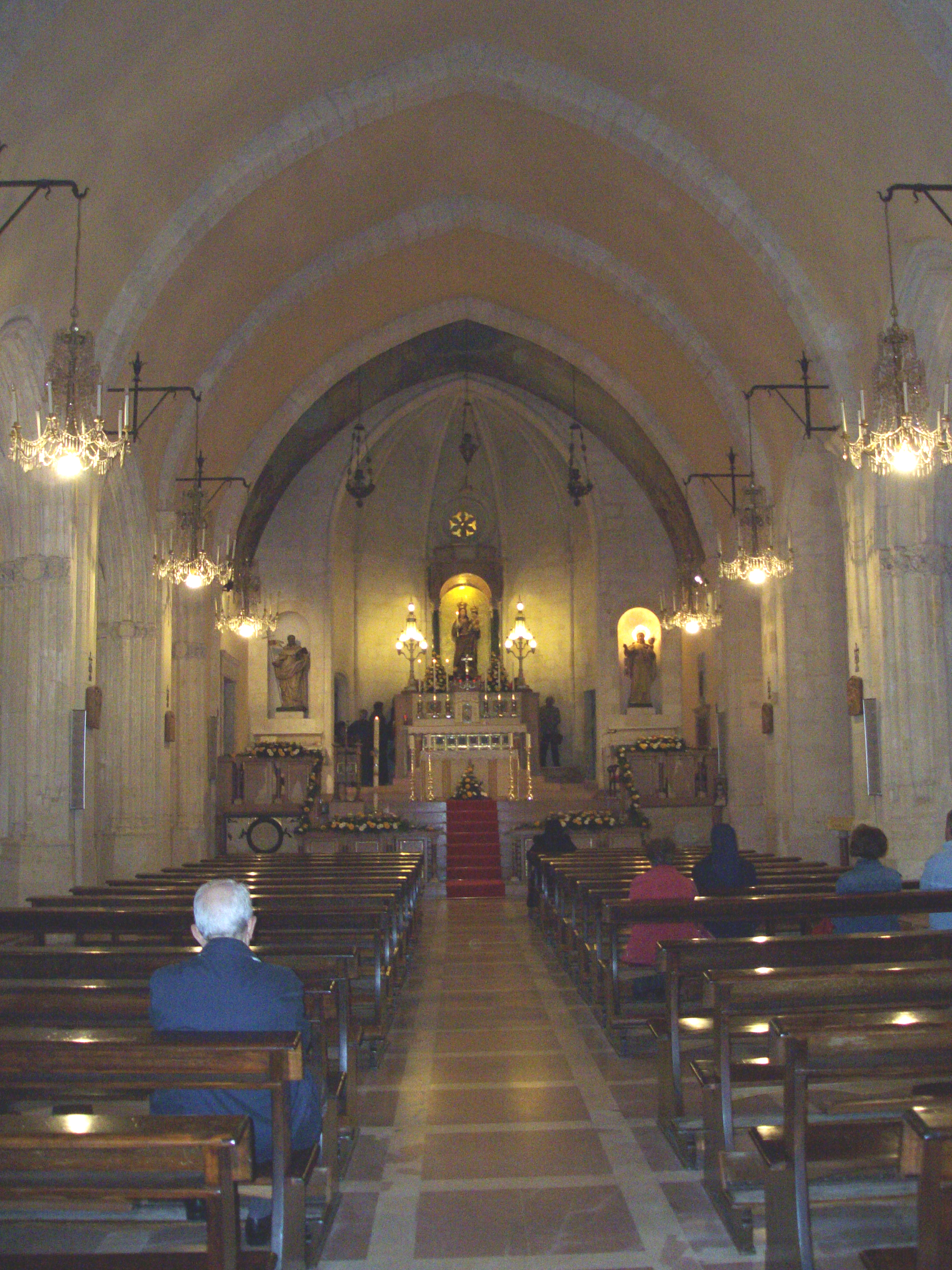
L'interno del santuario

Il santuario di Bonaria è stato scenario delle visite di quattro papi. 
Il primo fu papa Paolo VI, atterrato il 24 aprile 1970, che presiedette una celebrazione eucaristica sul sagrato della basilica di Bonaria in occasione dei festeggiamenti per il sesto centenario dal rinvenimento della cassa con la statua della Vergine. Nell'omelia, ebbe a dire tra l'altro: "Come nella statua della Madonna di Bonaria, Cristo ci appare nelle braccia di Maria; è da Lei che noi lo abbiamo, nella sua primissima relazione con noi; Egli è uomo come noi, è nostro fratello per il ministero materno di Maria. Se vogliamo essere cristiani, dobbiamo essere mariani, cioè dobbiamo riconoscere il rapporto essenziale, vitale, provvidenziale che unisce la Madonna a Gesù, e che apre a noi la via che a Lui ci conduce".
Il 20 ottobre 1985 fu Giovanni Paolo II, a conclusione della sua visita pastorale in Sardegna, ad arrivare a Cagliari, dove celebrò una messa sul piazzale di Bonaria. Alla fine della celebrazione, prima della recita dell'Angelus, il papa disse: "Al di là dello svolgersi degli eventi, spesso drammatici e dolorosi, e al di sopra degli interessi e delle fortune delle potenze terrene che si sono succedute sulla vostra terra, il santuario della Madonna di Bonaria è sempre stato, per le nazioni e le genti più diverse, un'attrattiva universale, un faro di certezze, al di là dei contrasti e delle divisioni. È stato un centro di unità e di concordia. La sua storia secolare è gloriosa testimonianza che tale opera è andata ben al di là dei confini della vostra isola, e si è estesa in varie parti del mondo, soprattutto nell'America Latina e nell'America Centrale, dove molti luoghi, pensiamo alla stessa capitale dell'Argentina, Buenos Aires, traggono il loro nome dalla Vergine della “buona aria”: Buenos Aires".
Dal settembre del 2007 al settembre 2008 si svolsero le celebrazioni in occasione del primo centenario dalla proclamazione della Madonna di Bonaria a patrona massima della Sardegna. Il 27 aprile 2008, durante una celebrazione presieduta dal cardinale Giovanni Battista Re nella cattedrale di Cagliari, è stato rinnovato l'affidamento della Sardegna a Nostra Signora di Bonaria. Il 7 settembre 2008, Benedetto XVI, in visita pastorale a Cagliari, ha presieduto una concelebrazione eucaristica sul sagrato della basilica di Bonaria. Alla fine della messa, prima di recitare l'Angelus, il papa ha rinnovato l'affidamento della Sardegna alla Madonna, ha onorato il simulacro della Vergine di Bonaria con il dono di una Rosa d'Oro e ha sostituito l'antica navicella d'argento, che ornava il candeliere che la statua reca nella mano destra, con una nuova in filigrana d'oro.
Il 15 maggio 2013, durante l'udienza generale del mercoledì, papa Francesco annuncia l'intenzione di recarsi in visita al santuario di Bonaria ricordando lo speciale legame della Madonna con la sua città natale di Buenos Aires. La visita si è svolta domenica 22 settembre 2013., durante la quale ha avuto modo di incontrare le varie categorie di persone.

## Nostra Signora di Bonaria e Buenos Aires

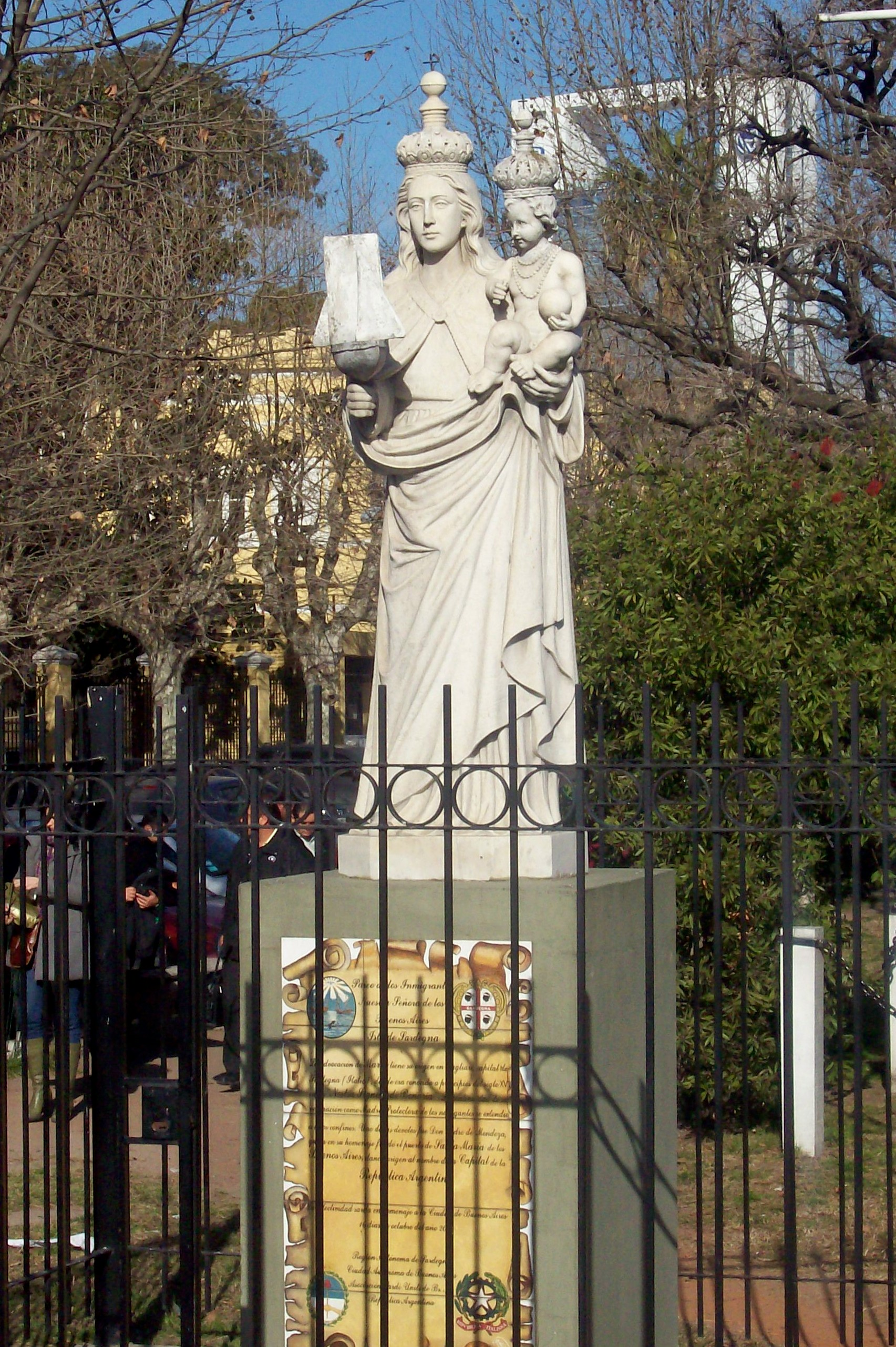
Statua della Madonna di Bonaria in plaza Cerdeña (piazza Sardegna) a Buenos Aires.

La città di Buenos Aires, fondata una prima volta dal conquistador Pedro de Mendoza il 2 febbraio 1536, distrutta nel 1541 e rifondata definitivamente come Ciudad de la Santísima Trinidad en el Puerto de Santa María del Buen Aire nel 1580 da Juan de Garay, deve il suo nome alla devozione dei marinai dell'equipaggio verso la Madonna del Buen Aire o de los Buenos Aires, ovvero la Madonna di Bonaria venerata a Cagliari. Nella capitale dell'Argentina si trova una basilica, eretta nel 1911 dai Mercedari, dedicata a Nuestra Señora de los Buenos Aires, la cui festa, come nel capoluogo sardo, si celebra il 24 aprile.
Proprio per questa devozione comune per la Madonna di Bonaria, nel 1968 Cagliari e la capitale dell'Argentina hanno cominciato un gemellaggio, rinnovato nel 2001 e consolidato con l'elezione a papa del locale arcivescovo Jorge Mario Bergoglio nel 2013.
(Papa Francesco durante l'udienza generale del 15 maggio 2013, durante la quale annunciò la sua visita in Sardegna poi avvenuta il 22 settembre seguente)

## Feste
La solennità di Nostra Signora di Bonaria viene celebrata il 24 aprile. In tale circostanza si svolge, nella notte tra il 24 e il 25 aprile il tradizionale pellegrinaggio a piedi da Sinnai al santuario di Cagliari. Nella città capoluogo della Sardegna la Madonna di Bonaria è oggetto di festeggiamenti anche il 25 marzo, giorno in cui, nel 1370, venne rinvenuto il simulacro, e la prima domenica di luglio, quando si svolge la cosiddetta sagra estiva. Quest'ultima si svolge dal 1866 e nacque dalla volontà di alcuni giovani sardi, reduci dalla battaglia di Custoza, che vollero ringraziare la Vergine per essersi salvati. Il momento culminante della sagra estiva consiste nella processione verso il mare della statua della Madonna. La solennità liturgica della Vergine della Mercede è celebrata il 24 settembre.

## Luoghi di culto dedicati alla Madonna di Bonaria

### Italia
- Santuario di Nostra Signora di Bonaria  a Cagliari, basilica minore e sede parrocchiale
- Chiesa dedicata alla Madonna di Bonaria a Liscia di Vacca, Arzachena (SS)
- Chiesa di Nostra Signora di Bonaria a Loceri in Monte Cuccu (OG)
- Chiesa di Nostra Signora di Bonaria a Bono (SS)
- Chiesa parrocchiale di Nostra Signora di Bonaria a Cala Gonone, Dorgali (NU)
- Chiesa di Nostra Signora di Bonaria nel rione di Gonare (Gonarium nel Sec. XIII), sempre a Dorgali;
- Chiesa della Madonna di Bonaria, a Oliena (NU);
- Chiesa parrocchiale di Nostra Signora di Bonaria a Lido di Ostia, Roma;
- Chiesa di Nostra Signora di Bonaria a Osilo (SS)
- Chiesa parrocchiale di Nostra Signora di Bonaria a Sant'Antioco, nel Sulcis;
- Chiesa parrocchiale di Nostra Signora di Bonaria a Marceddì, Terralba (OR)
- Chiesa di nostra Signora di Bonaria sull'isola Piana, a Carloforte;
- Chiesa di Nostra Signora di Bonaria, oggi privata e sita dentro un podere nella località Valverde ad Alghero;
- Chiesa campestre di Nostra Signora di Bonaria a Sant'Andrea Frius (CA)
- Chiesa di Nostra Signora di Bonaria a Costa Rei, Muravera (CA)
- Chiesa di Nostra Signora di Bonaria a Porto Alabe, Tresnuraghes (OR)
- Chiesa di Nostra Signora del Monte a Golfo Aranci (SS)
- Patrona del gremio dei carradori di Sassari (gremio estinto)

### Argentina
- Basilica minore di  Nuestra Señora de los Buenos Aires[9][10] a Buenos Aires

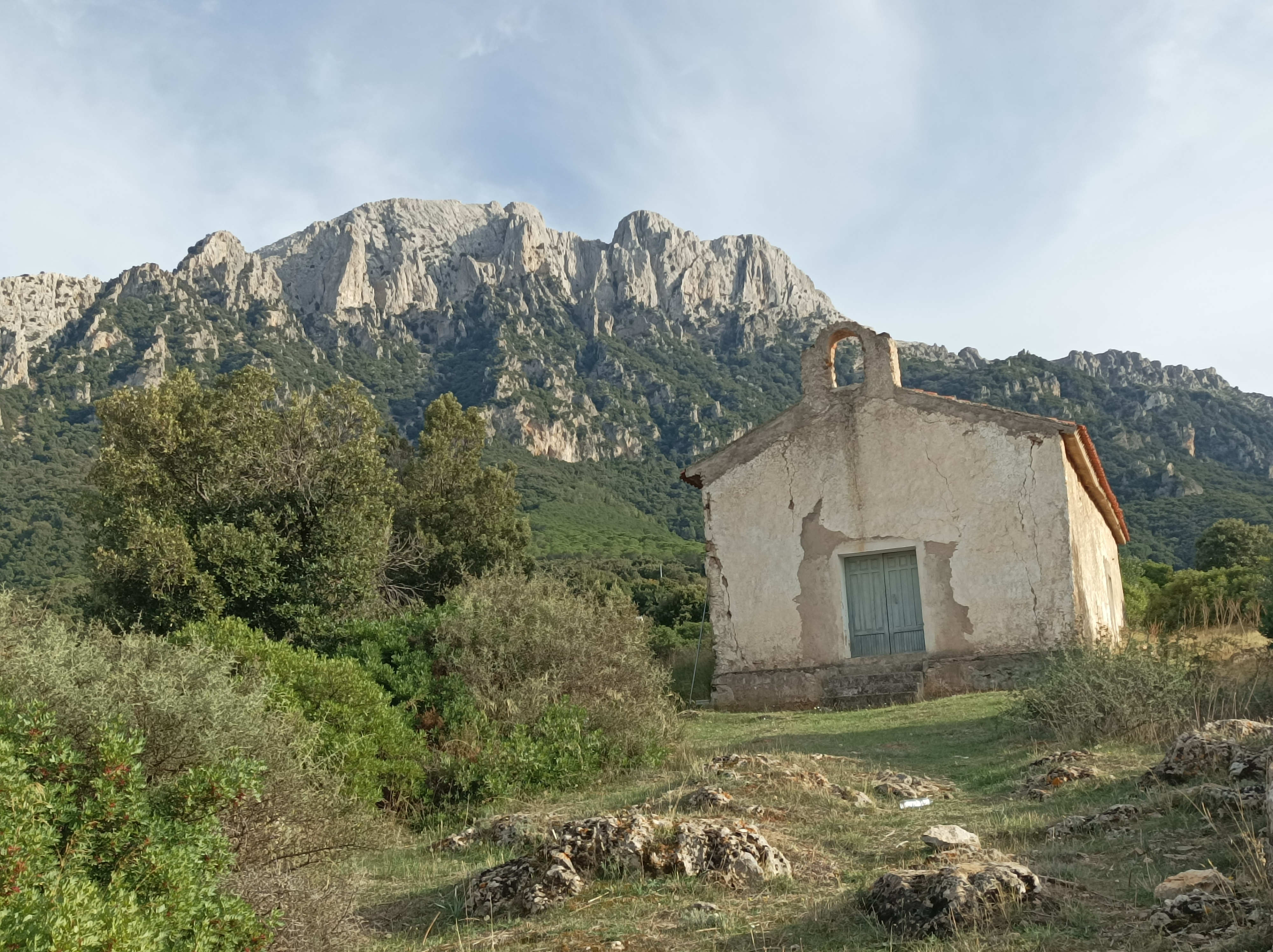
La chiesa dedicata a Nostra Signora di Bonaria a Oliena